# Обама, Сара

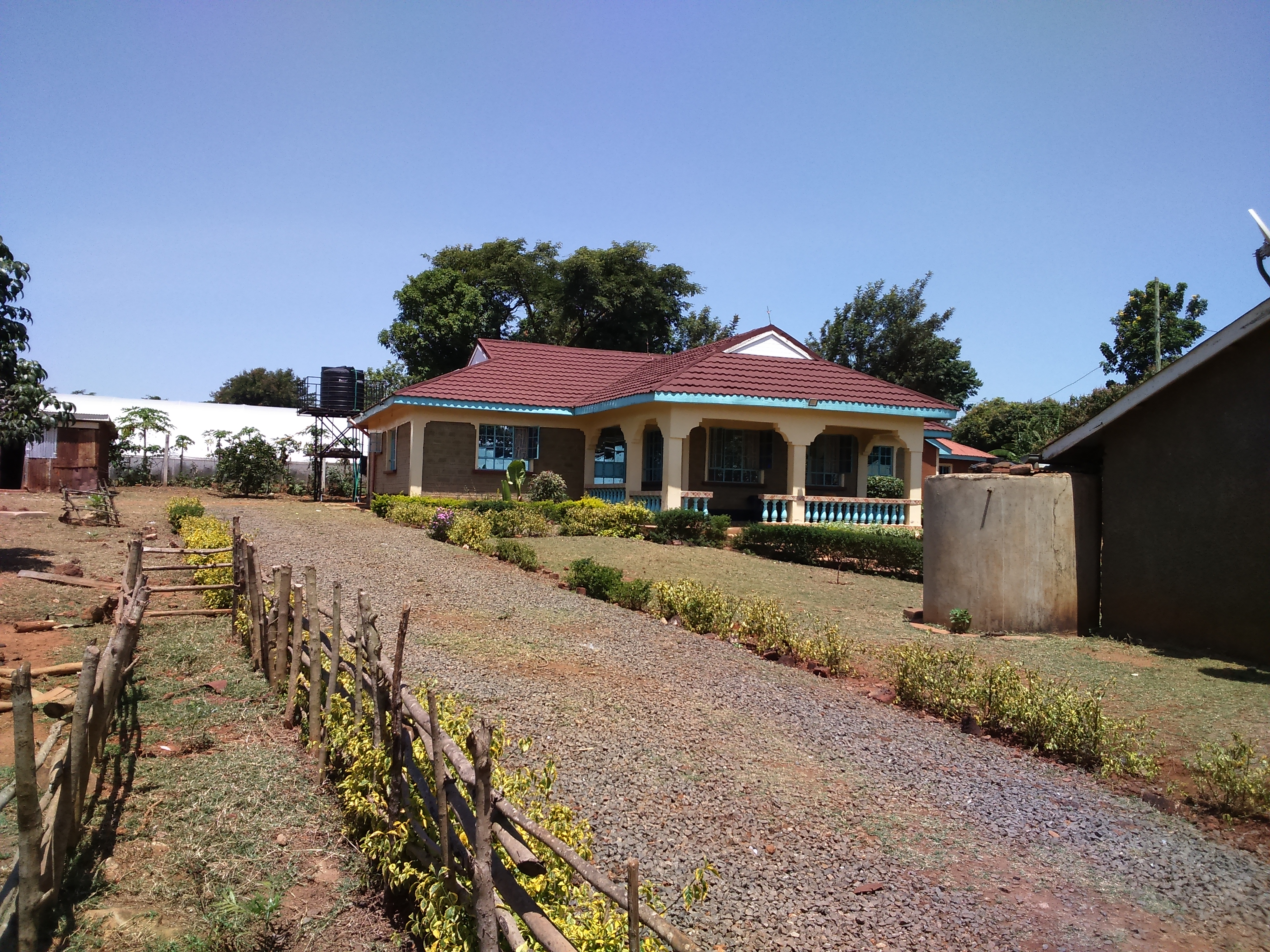
Дом Сары Оньянго Обамы в деревне Ньянгома Когело в округе Сиая, Кения, 19 августа 2016 г.

Сара Оньянго Обама (1920 — 29 марта 2021) — кенийский педагог и филантроп. Третья жена Хусейна Оньянго Обамы, деда по отцовской линии президента США Барака Обамы и помогала воспитывать его отца, Барака Обаму-старшего. Упоминается как Сара Огвел, Сара Хусейн Обама или Сара Аньянго Обама. Жила в селе Ньянг’ома Когело, в 48 км (30 милях) к западу от главного города западной Кении, Кисуму, на берегу озера Виктория.

## Биография
В молодости Сара Обама помогала воспитывать своего пасынка Барака Обаму-старшего. Она твердо верила в качественное раннее образование и регулярно возила его на велосипеде в начальную школу, чтобы он мог получить образование, в котором ей отказывали.
Впервые она встретила сводного внука, Барака Обаму II, будущего президента США, во время его визита в Кению в 1988 году. Хотя она не была кровным родственником, Барак Обама называл её «бабушка Сара». Он не только упомянул её в своих мемуарах «Мечты моего отца», но и в своем выступлении на Генеральной Ассамблее Организации Объединённых Наций в 2014 году. Сара, которая говорила на луо и знает лишь несколько слов по-английски, общалась с президентом Обамой через переводчика.